# 1955 في المملكة المتحدة
فيما يلي قوائم الأحداث التي وقعت خلال عام 1955 في المملكة المتحدة.

## سياسة

### تعيين في المنصب
- 7 أبريل – أليك دوغلاس هيوم Secretary of State for Commonwealth Relations [الإنجليزية]‏.
- 7 أبريل – أنطوني إيدن رئيس وزراء المملكة المتحدة.
- 7 أبريل – هارولد ماكميلان وزير الدولة للشؤون الخارجية وشؤون الكومنولث [الإنجليزية]‏،مستشار الخزانة.
- 14 ديسمبر – هارولد ويلسون وزير ظل الدولة الخزانة [الإنجليزية]‏.

### انتهاء فترة المنصب
- 6 أبريل – ونستون تشرشل زعيم حزب المحافظين (المملكة المتحدة)،رئيس وزراء المملكة المتحدة.
- 7 أبريل – هارولد ماكميلان وزير الدفاع [الإنجليزية]‏،وزير الدولة للشؤون الخارجية وشؤون الكومنولث [الإنجليزية]‏.
- 25 نوفمبر – كليمنت أتلي زعيم معارضة، زعيم حزب العمال.

## رياضة
- 1 يناير – بطولة ويمبلدون 1955

## أفلام
من الأفلام التي صدرت هذه السنة في المملكة المتحدة:
- 1 يناير – السيد أركيدين من إخراج أورسن ويلز.
- 1 يناير – عبد الله العظيم من إخراج جريجوري راتوف.

## كتب
من الكتب التي صدرت هذه السنة في المملكة المتحدة:
- 1 مايو – ابن أخت الساحر من تأليف سي. إس. لويس.
- 31 أكتوبر – جريمة في سكن الطلاب من تأليف أجاثا كريستي.

## مواليد

### يناير
- 1 يناير – بيتر موور رجل أعمال من المملكة المتحدة.
- 1 يناير – سيمون فالا
- 6 يناير – روان أتكينسون
- 16 يناير – ستيف وودن لاعب كرة قدم نيوزلندي.
- 29 يناير – جوناثان سميث لاعب كرة مضرب بريطاني.

### فبراير
- 9 فبراير – تشارلز شوغنيسي ممثل بريطاني.
- 17 فبراير – جون كوبر

### مارس
- 18 مارس – بول تشن
- 24 مارس – راي هدسون لاعب كرة قدم إنجليزي.
- 29 مارس – مارينا سيرتس
- 31 مارس – أنغوس يونغ

### أبريل
- 2 أبريل – ستيف سومنر لاعب كرة قدم نيوزلندي.
- 3 أبريل – مايكل بيرلي
- 11 أبريل – بيرس سيلرز رائد فضاء أمريكي.
- 25 أبريل – باستر موترام لاعب كرة مضرب من المملكة المتحدة.
- 25 أبريل – جون نان

### مايو
- 2 مايو – ويلي ميلر لاعب ومدرب كرة قدم اسكتلندي.
- 6 مايو – جون هاتون سياسي بريطاني.
- 12 مايو – كولين داودسويل لاعب كرة مضرب بريطاني.
- 26 مايو – آدم كيرتز

### يونيو
- 2 يونيو – باري مايكل ملاكم أسترالي.
- 8 يونيو – تيم بيرنرز لي مخترع الإنترنت.
- 13 يونيو – آلن هانسن لاعب كرة قدم إنجليزي.
- 26 يونيو – ميرفين داي لاعب ومدرب كرة قدم إنجليزي.

### يوليو
- 1 يوليو – جون س. تشن
- 9 يوليو – ستيف كوبل لاعب كرة قدم إنجليزي.
- 12 يوليو – تيموثي غارتون آش

### أغسطس
- 13 أغسطس – بول غرينغراس

### سبتمبر
- 2 سبتمبر – جورج افستاتيو عالم فلك بريطاني.
- 3 سبتمبر – ستيف جونز
- 8 سبتمبر – جوليان ريتشينجس
- 11 سبتمبر – ستيف ماكنيتشولاس

### أكتوبر
- 14 أكتوبر – جيرارد ميرفي ممثل أيرلندي.

### نوفمبر
- 7 نوفمبر – جيمي باتن
- 17 نوفمبر – أماندا ليفيت مهندسة معمارية بريطانية.
- 17 نوفمبر – تومي تينان لاعب كرة قدم إنجليزي.
- 30 نوفمبر – أندي غراي لاعب كرة قدم بريطاني.

### ديسمبر
- 4 ديسمبر – فيليب هاموند سياسي من المملكة المتحدة.
- 6 ديسمبر – إدوارد تيودور بول
- 6 ديسمبر – توني وودكوك لاعب كرة قدم إنجليزي.
- 7 ديسمبر – جون ماكليلاند
- 8 ديسمبر – جيم هولمز لاعب كرة قدم اسكتلندي.
- 13 ديسمبر – غلين رويدر

## وفيات

### يناير
- 1 يناير – بيلي بالمر (مواليد 1888) لاعب كرة قدم إنجليزي.
- 1 يناير – فيولت ميليسنت بينكني (مواليد 1871) لاعبة كرة مضرب بريطانية.
- 7 يناير – آرثر كيث (مواليد 1866)

### فبراير
- 28 فبراير – ميجور ريتشي (مواليد 1870) لاعب كرة مضرب من المملكة المتحدة.

### أبريل
- 11 أبريل – راي آم (مواليد 1927) متسابق دراجات نارية زيمبابوي.
- 16 أبريل – فرانك هالفورد (مواليد 1894)

### مايو
- 16 مايو – هارولد موراي (مواليد 1868) مؤرخ بريطاني.

### أغسطس
- 31 أغسطس – سام كينيدي (مواليد 1881)

### أكتوبر
- 24 أكتوبر – رادكليف براون (مواليد 1881)

### نوفمبر
- 25 نوفمبر – آرثر تانسلي (مواليد 1871) عالم نبات بريطاني.

### ديسمبر
- 27 ديسمبر – جون إتش جونز (مواليد 1873) لاعب كرة قدم من المملكة المتحدة.